# پاول ترل
پاول ترل به (انگلیسی: Paul Terrell)، صاحب یکی از اولین فروشگاه‌های خرده فروشی کامپیوتر شخصی می‌باشد.
در ماه December سال ۱۹۷۵ شهرِ مانتین ویو ایالت کالیفرنیا بود که او فروشگاهش را باز کرد.